# Salinópolis
Salinópolis là một đô thị thuộc bang Pará, Brasil. Đô thị này có diện tích 217,856 km², dân số năm 2007 là 41416 người, mật độ 190,1 người/km².